# دوشیزه دنیا ۲۰۱۵
دوشیزه دنیا ۲۰۱۵ شصت و پنجمین دوره مسابقه دوشیزه دنیا، در ۱۹ دسامبر ۲۰۱۵ در سالن فضای باز تئاتر تاج زیبایی در سانیا، چین برگزار شد. ۱۱۴ شرکت کننده از سراسر جهان برای تاج قهرمانی رقابت کردند. رولین اشتراوس از آفریقای جنوبی در پایان این مراسم تاجگذاری خود را به جانشین میریا لالاگونا از اسپانیا بر عهده گرفت. این اولین بار در تاریخ دوشیزه دنیا بود که اسپانیا برنده این مسابقه شد.
در این دوره مسابقه لباس شنا (Miss World Beach Beauty) رسماً از مسابقات حذف شد.